# Elie Smith
Pour les articles homonymes, voir Smith.
Elie Smith, de son nom complet Elie Battlefield Smith, né le 1er juin 1973 à Penja au Cameroun, est un journaliste camerounais et militant des droits de l'homme.

## Biographie

### Origine et études
Originaire de la partie anglophone du Cameroun, Elie Smith naît le 1er juin 1973 à Penja dans la région du Littoral du pays. Il étudie à l'université de Jos au Nigeria, obtenant un diplôme en relations publiques et journalisme de diffusion, et obtient une licence en gestion marketing et commerce à l'Institut de commerce et de gestion à Paris.

### Carrière
Elie Smith commence sa carrière en 1995 à la Cameroon Radio Television (CRTV) en tant que journaliste. Il travaille ensuite comme présentateur de l'émission La Grande Interview sur Télésud. Plus tard, en tant que journaliste indépendant, Elie Smith collabore avec Bloomberg BNA, couvrant des évènements politiques et économiques en République du Congo et en Guinée équatoriale. Ses reportages mettent en lumière des questions souvent négligées par les médias internationaux. En 2016, il reçoit la bourse Reagan-Fascell Democracy de la National Endowment for Democracy (NED) à Washington, D.C., où il travaille sur des questions liées à la liberté d'expression en Afrique centrale. Il contribue également à des publications sur le blog Monkey Cage du Washington Post. De retour au Cameroun, Elie Smith travaille comme présentateur pour la chaîne Canal 2 International à Douala, où il anime un programme de débat axé sur la corruption et les violations des droits de l'homme, et présente le journal télévisé du soir.
Ses publications incluent des articles dans le Journal of Democracy et le blog Monkey Cage, abordant des sujets tels que les défis de la démocratie en Afrique centrale et les influences médiatiques des régimes autoritaires.

## Vie privée
Le 18 juin 2004, à Paris, Elie Smith se marie avec Erika Shantal Doig-Ruiz, née en 1970 au Pérou. Ensemble, ils ont deux fils : Salomon Battlefield Smith Doig Ruiz, né en 2005 à Paris, et Ruben Goldstone Focham Robert Smith Doig Ruiz, né en 2007 dans la même ville.

## Récompenses et distinctions
- 2013 : Meilleur Reporter TV de la République du Congo
- 2016 : Fellow du programme Reagan-Fascell Democracy

## Attaque et déportation
En septembre 2014, des individus armés font irruption dans la maison d'Elie Smith, au cours de laquelle lui et sa sœur sont agressés. L'incident s'est produit après que Elie Smith eut critiqué les activités du gouvernement dans ses reportages. Il est expulsé de la République du Congo, à la suite de l'incident.

### Réactions internationales
Des organisations internationales, dont Reporters sans frontières et International Freedom of Expression Exchange (IFEX), expriment leur préoccupation concernant la situation, la qualifiant de possible réponse à son travail en tant que journaliste.